# Ninox connivens
Coruja-gavião-ladradora ou coruja-ladradora (Ninox connivens) é uma espécie de ave estrigiforme pertencente à família Strigidae.

## Referências

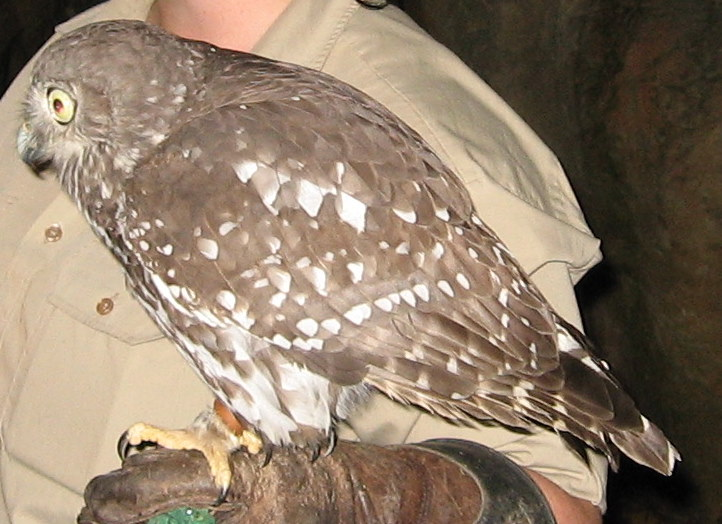